# Elsa Björk-Liselius

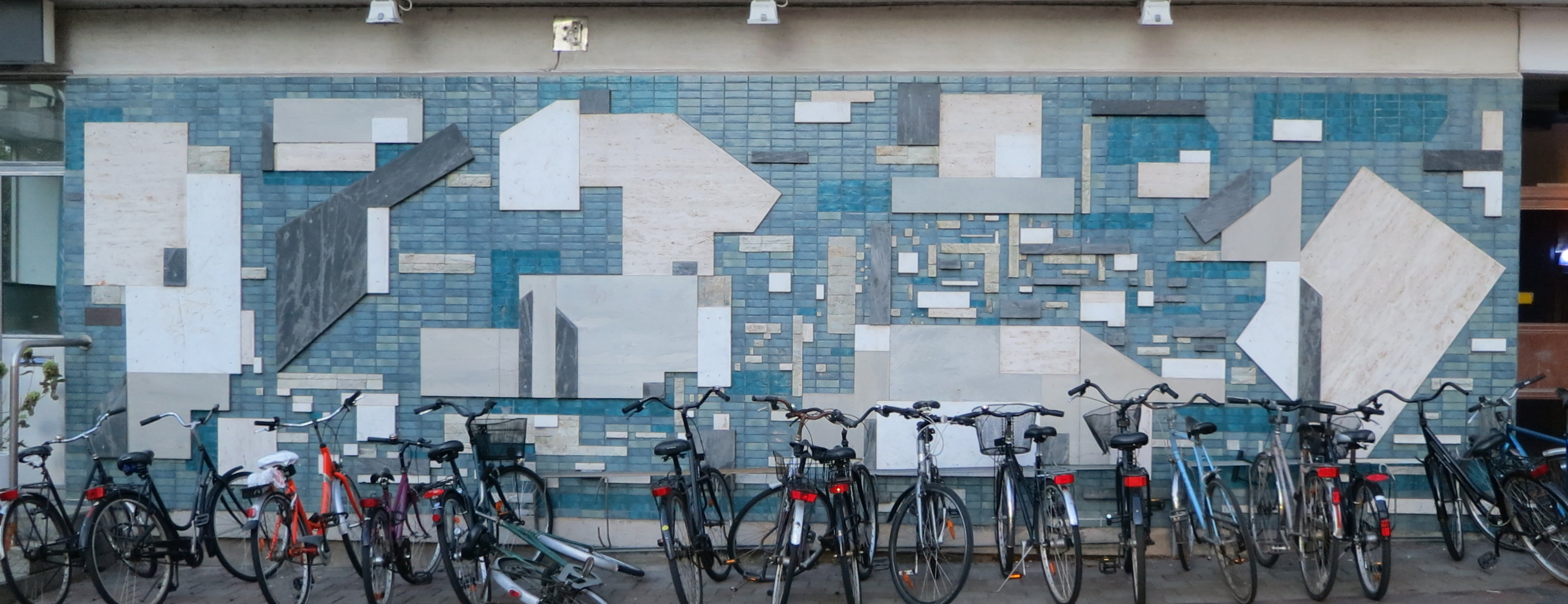
Väggdekorationen Utomhussymfoni utförd av Elsa Björk-Liselius 1964.

Elsa Elida Sofia Björk-Liselius, född Björk 14 februari 1915 i Tyringe, Finja församling, Kristianstads län, död 25 februari 2007 i Limhamns församling, Malmö, Skåne län
, var en svensk skulptör och tecknare. 
Björk-Liselius studerade vid Signe Barths målarskola och vid Lena Börjesons skulpturskola i Stockholm. Bland hennes offentliga arbeten märks den 30 kvadratmeter stora utsmyckningen Utomhussymfonin på Kronobergshuset      i Malmö och utsmyckningen av sjukhuset i Kungsbacka. Hon var medlem i Konstnärernas Samarbetsorganisation. Björk-Liselius är bland annat representerad vid Ystads konstmuseum.
Hon var dotter till direktör Carl-Erik Björk och gift med civilingenjör Erik Liselius. Vid sin bortgång var hon skild sedan 1985.